# Macaranga mauritiana
Espèce
Statut de conservation UICN

 EN A1ce : En danger
Macaranga mauritiana est une espèce de plantes à fleurs de la famille des Euphorbiaceae et du genre Macaranga. C'est une plante endémique de l'île Maurice. C'est une espèce menacée de disparition.

## Sources
- (en)  Strahm, W. 1998.  Macaranga mauritiana. Bojer ex Muell. Arg.
- (en) Liste rouge (2006) des espèces menacées.